# Mon Mane
Mon Mane is een bestuurslaag in het regentschap Bireuen van de provincie Atjeh, Indonesië. Mon Mane telt 504 inwoners (volkstelling 2010).